# Forêt de la Sainte-Baume
 (décembre 2010).
Si vous disposez d'ouvrages ou d'articles de référence ou si vous connaissez des sites web de qualité traitant du thème abordé ici, merci de compléter l'article en donnant les références utiles à sa vérifiabilité et en les liant à la section « Notes et références ».
La forêt de la Sainte-Baume est une forêt à très haut degré de naturalité située sur le massif de la Sainte-Baume, entre les départements des Bouches-du-Rhône et du Var, elle tire son nom de la 'Baoumo', grotte qui selon la légende aurait servit d'ermitage à sainte Marie Madeleine, disciple de Jésus. Elle n'est qu'à 30 km à l'est de Marseille, et à 22 km de la mer. Elle couvre 45 000 ha d'un seul tenant et représente un ensemble très riche sur le plan de la flore et de la faune mais aussi de la géologie et de l'histoire.

## Un paysage différent entre l'ubac et l'adret
Il y a une grande différence entre l'ubac montagnard et l'adret bien méditerranéen. La forêt domaniale couvre 2 076 ha entre 320 et 1 147 m, englobe l'ubac entre le plateau du plan d’Aups (700 m) limite montagnarde et les crêtes qui atteignent 1 148 m ; englobe le cirque de Castelette où prend sa source l'Huveaune. Mais la forêt est aussi communale et privée (Saint-Cassien, Font mauresque, etc.).
Elle se décompose en trois parties distinctes : à l'ouest moins humide et plus venté, environ 500 ha de futaie de pins sylvestres mêlés de chênes pubescents, avec îlots résiduels de hêtraie, avec sous-bois d'if, houx, érable, tilleul, sorbier quelques sapins et cèdres introduits (vallon de Betton).
Au centre 150 ha environ, de vieilles et hautes futaies de chênes pubescents, tilleuls, érables entre 670 et 760 m, hêtraie pure au-dessus jusqu'au col du Saint-Pilon à 952 m. C'est la zone la plus connue, protégée depuis le Ve siècle par une longue lignée de moines. En 1295, les frères dominicains prirent le relais, ils furent chassés à la révolution avant d'êtres réinstallés en partie grâce au père Lacordaire en 1859, ils construisent  l'Hostellerie et réinvestissent la grotte.
Enfin à l'est, la forêt des Béguines au pied de la falaise de 300 m de hauteur se compose de chênes pubescents, tilleuls, érables, houx, ifs, et une étroite bande de hêtraie en jeune futaie. Cette partie de la forêt fut autrefois régulièrement coupée à blanc pour l'exploitation du bois de chauffage, charbon de bois, cela sur 400 ha environ.
À l'est, à l'ubac de l'extrémité orientale de la haute chaîne, dans le domaine privé de Saint-Cassien réapparaît la forêt de pins sylvestres, puis à l'ubac du baou de Saint-Cassien (1 051 m), une hêtraie « sauvage » sur une cinquantaine d'hectares avec des noisetiers, nerpruns des Alpes, groseilliers, au-delà se prolonge le plateau d'Agnis recouvert d'une immense forêt de chênes pubescents, pins sylvestres sur 700 ha. Partiellement occupé par la forêt domaniale de Mazaugues avec, sur le mourre d’Agnis (919 m) et la Colle, des reboisements en cèdres. À l'adret de la chaîne, apparaît la yeuseraie avec pins d'Alep bien plus secs.
L'adret de la chaîne a souffert des incendies, ainsi que le versant ouest entre Gemenos, Cuges-les-Pins et le pic de Bertagne (1 042 m) anciennement recouvert de pins d'Alep jusqu'à 800 m environ, puis de chênes verts, ces derniers repoussent de souches, les pins d'Alep arrivent à ressemer. On trouve même en adret de la haute chaîne des îlots de chênes pubescents et pins d'Alep sur calcaire marneux, localement vers Mazaugues à la faveur des bauxites et des grès, calcaires dolomitiques des pinèdes de pins maritimes, avec sous-bois de viornes, thyms et bruyères, arbousiers, etc.
Le domaine de Saint-Cassien entre 630 et 870 m dans la forêt de pins sylvestres appartenant à la famille Racine, recèle 32 anciennes glacières dont quelques-unes ont été restaurées. Les anciens bassins de congélation constituent des milieux devenus naturels, humides, marécageux contenant des espèces rares d’une grande valeur d'orchidées et fougères.
Cette forêt présente un caractère exceptionnel en pays méditerranéen. La position de la hêtraie en ubac évite une sécheresse trop importante en été, et il semblerait qu'un microclimat auto-entretenu par la forêt elle-même permette des précipitations suffisantes, 1 000 à 1 200 mm par an en moyenne ; au maintien de la hêtraie. Le hêtre est un arbre de pays frais et très humide, donc rarissime en région méditerranéenne.

## Flore et faune
Les fleurs les plus représentatives sont le lis Martagon, narcisse des poètes, campanules, orchidées, primevère, anémone hépatique, sceau de Salomon, violette, genêts divers, rosiers sauvages, marguerite, digitale jaune, fougères, etc.
Sur les crêtes se rencontre le rare saxifrage calleux et l’ibéris saxatile, la dauphinelle fendue, la paronique de kapel, diverses espèces de germandrées.
La faune est très riche en oiseaux et mammifères tel que sangliers, lapins, lièvres, quelques chevreuils, genettes, renards, blaireaux, chauves-souris, martres… Dans la forêt domaniale, la chasse est interdite. Les torrents Huveaune, Caramy, Vedes, Latay, Issoles, Cauron sont riches en poissons.

## Canicules
L'épisode de canicule durant l'été 2003 et plusieurs années sèches consécutives de 2004 à 2007 ont provoqué une certaine mortalité des pins sylvestres surtout au plan d'Aups, plus sec, et à l'ubac de la Roqueforcade, incendié en 1971 et jadis recouvert de forêts. Mais la pluie est revenue,avec des années bien arrosées de 2008 à 2014.
Les 21 novembre 1999 et 28 février 2001, des épisodes neigeux d'une rare violence recouvrirent de près d'un mètre d'une neige très lourde la forêt qui fut sinistrée sur 50 000 ha de pins d'Alep en Provence centrale. Les autres essences plus adaptées résistèrent. Le risque le plus important reste les incendies de forêt qui ont ravagé l'Ouest du massif en 1971, 1980, 1979, jusqu'à la crête, et aussi 1989 entre Nans-les-Pins et Saint-Zacharie.
Le massif et sa forêt sont protégés par les inventaires ZNIEFF et l'outil de gestion Natura 2000, mais surtout par les classements en Réserves Biologiques Domaniales Intégrale de la Vieille Fûtaie de la Sainte-Baume et Mixte du Vallon de Castelette.